# Scheid (Ruppichteroth)

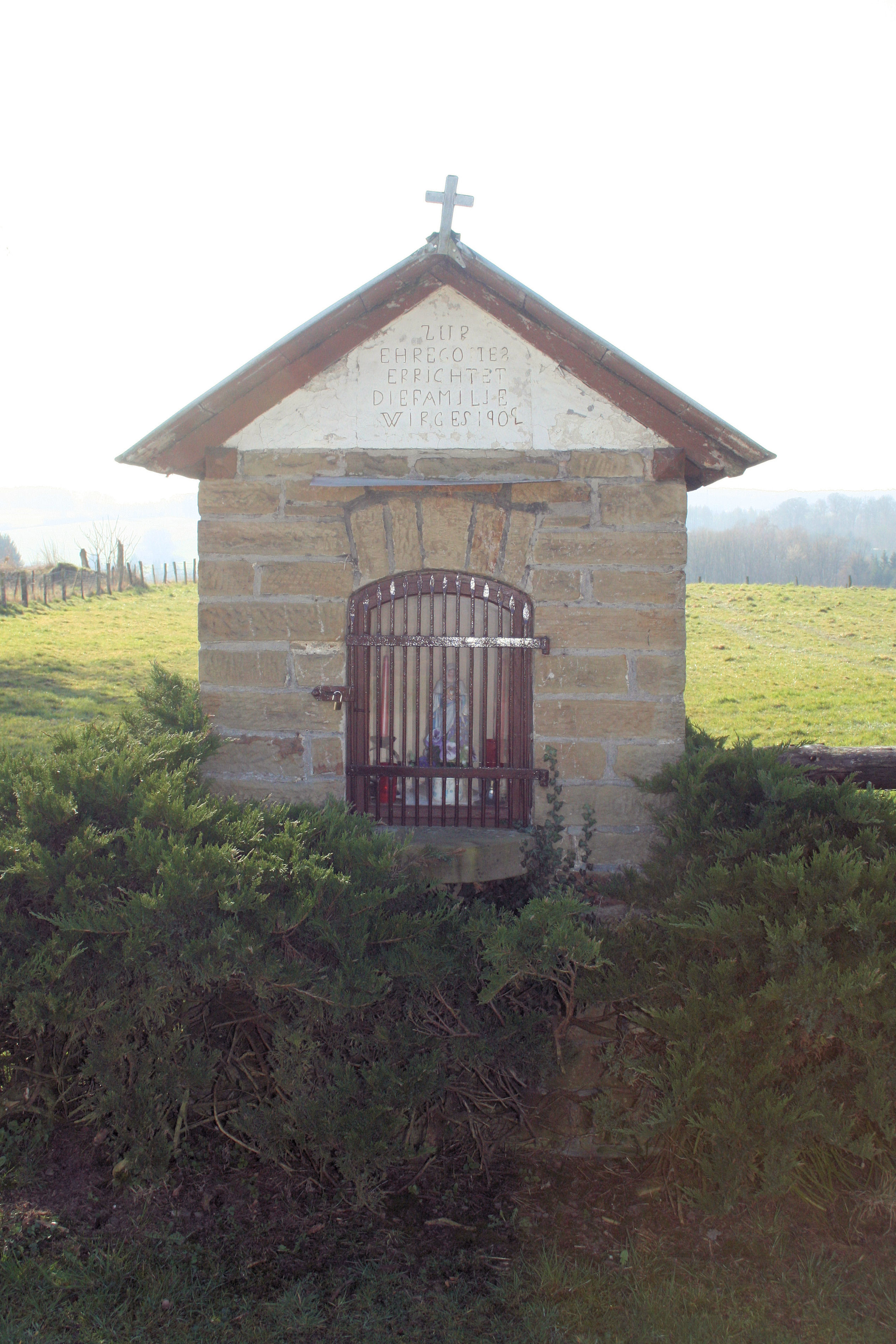
Heiligenhäuschen bei Scheid

Scheid ist ein Ortsteil der Gemeinde Ruppichteroth im nordrhein-westfälischen Rhein-Sieg-Kreis. Er liegt nordöstlich von Schönenberg, umliegende andere Weiler sind Hove im Nordosten und Herrenbröl im Süden.

## Geschichte
1644 war Scheid Adelssitz der Herren von Scheidt genannt Weschpfennig. Diese hatten im Bedarfsfall zwei Pferde zu stellen und einen Fuder Hafer abzugeben.
1809 hatte der Ort neun katholische Einwohner.
1910 waren hier die Haushalte Ackerer Joh. Fischer, Maurer Peter Josef Hänscheid, Tagelöhner Philipp Müller, Steinbrucharbeiter Josef Orth, Ackerer Berndhard Prinz, Ackerin Wwe. Joh. Steimel und Ackerer Heinrich Wirges verzeichnet.